# 2024년 하계 올림픽 볼리비아 선수단
2024년 하계 올림픽 볼리비아 선수단은 2024년 7월 26일부터 8월 11일까지 프랑스 파리에서 열린 2024년 하계 올림픽에 참가한 올림픽 볼리비아 선수단이다.
볼리비아는 1936년 베를린에서 열린 제11회 하계 올림픽을 통해 처음으로 올림픽에 참가했다. 이후 올림픽에 불참하다가 1964년 하계 올림픽에 참가하면서 올림픽에 다시 복귀했다. 이후 미국이 주도한 보이콧에 동참하여 불참한 1980년 모스크바 올림픽을 제외한 모든 하계 올림픽 대회에 출전했다.

## 출전 선수
| 종목 | 남자 | 여자 | 전체 |
| ---- | ---- | ---- | ---- |
| 수영 | 1    | 1    | 2    |
| 육상 | 1    | 1    | 2    |
| 전체 | 2    | 2    | 4    |

## 메달 집계
| 종목 | 1 | 2 | 3 | 합계 |
| 종목 | ' | ' | ' | '    |
| 종목 | ' | ' | ' | '    |
| 종목 | ' | ' | ' | '    |
| 합계 | ' | ' | ' | '    |

## 같이 보기
- 2024년 하계 올림픽